# Iago (Aladdín)
Iago es un personaje ficticio que aparece en la película de animación de Walt Disney Pictures Aladdín (1992), en las secuelas directas a vídeo The Return of Jafar (1994), Aladdin and the King of Thieves (1996), y en la serie de televisión. Gilbert Gottfried le puso voz en todas sus apariciones animadas hasta su muerte en 2022. Posteriormente, Alan Tudyk le puso voz en la adaptación de acción real de Aladdín, Barrett Leddy en el especial de Disney+ de 2023 Lego Disney Princess: The Castle Quest,y por Piotr Michael en el cortometraje de 2023 Once Upon a Studio.
Iago apareció en la película original como compañero del primer villano principal de la franquicia, Jafar, actuando a la vez como alivio cómico y antiguo antagonista secundario. A lo largo de la franquicia se reformó para mejor en las secuelas y en la serie de televisión, uniéndose a los protagonistas como héroe y siendo uno de los principales protagonistas en The Return of Jafar. Su nombre es un homenaje al villano de Otelo de William Shakespeare.

## Desarrollo

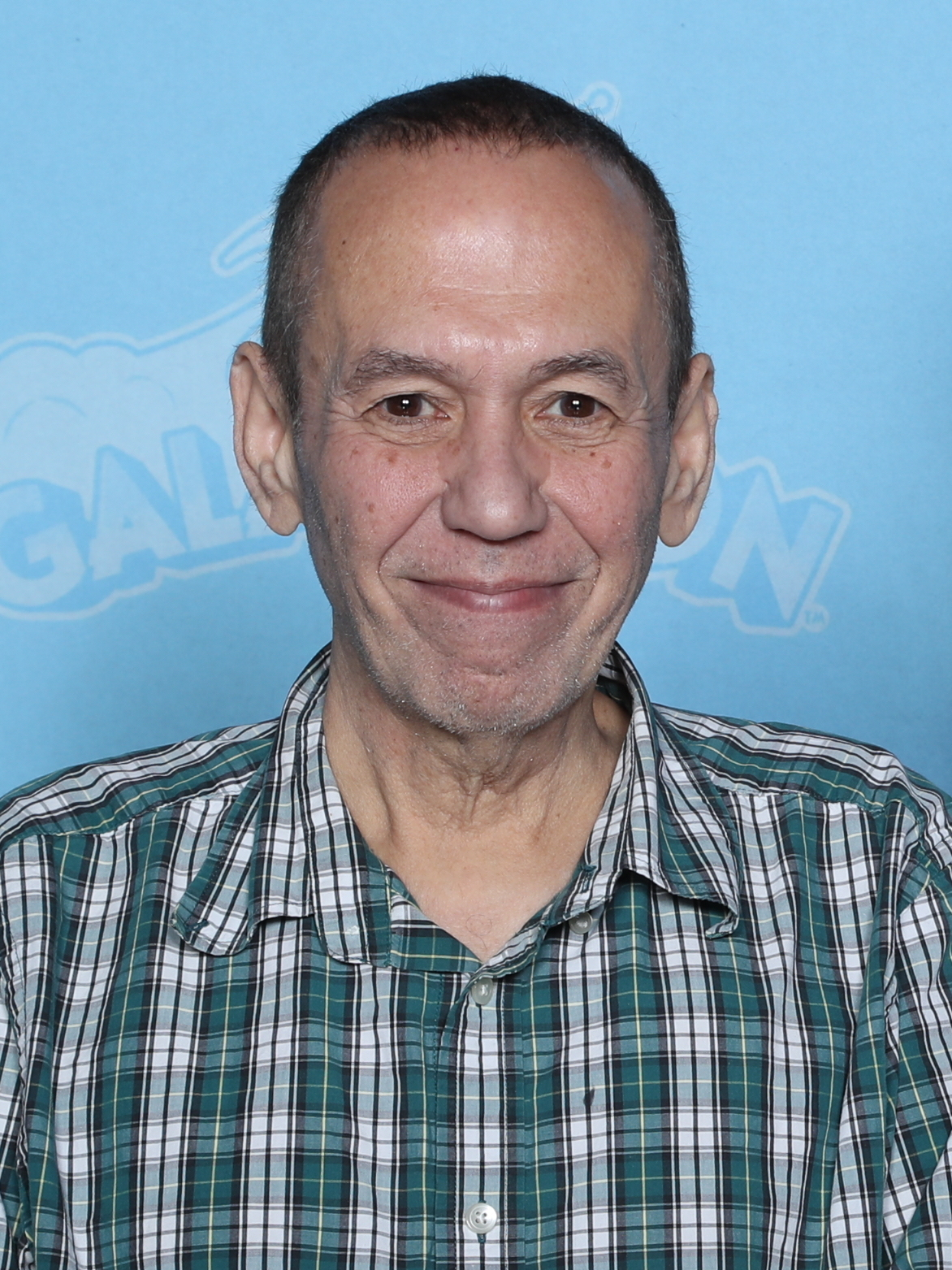
El actor de voz de Iago, Gilbert Gottfried

En la historia original de Howard Ashman, Iago (antes llamado Simbad) había sido concebido originalmente como un hombre «británico», calmado y serio que trabajaba para Jafar, concebido originalmente como más exagerado, cómico e irritable, pero los cineastas invirtieron más tarde sus personalidades en gran parte para hacer a Jafar más amenazador y cuando vieron a Gilbert Gottfried en Beverly Hills Cop II, Gottfried fue elegido para dar voz a Iago.
El guionista Terry Rossio compartió un concepto detrás de Iago en su sitio web Wordplay, en el que Jafar transfería sus emociones a su mascota, lo que le permitía hacer magia sin distracciones. Rossio también mencionó que, dado que Iago es demasiado pequeño para contener tales emociones, «acabas con un Gilbert Gottfried emplumado». El animador de Iago, Will Finn, intentó incorporar algunos aspectos de la apariencia de Gottfried en el diseño de Iago, especialmente sus característicos ojos semicerrados y los dientes que siempre aparecen.
Gottfried ha dicho que su carrera como actor de doblaje empezó realmente después de poner voz al personaje en la película de 1992. «... Esa ha sido una de esas cosas que perduran», dijo. «Aquello pareció abrir la puerta a otros trabajos como actor de voz».
El personaje de Gottfried en el escenario le llevó a ser elegido para interpretar al sabelotodo Iago. A menudo se hace referencia a Gottfried como «el tipo de Iago» y términos similares, siendo más conocido por su papel de voz que por su nombre.

## Características
Iago se asemeja a un loro rojo, con plumas rojas y alas de punta azul, cola púrpura azulada (que tiende a colorearse mal de azul) y blanco alrededor de los ojos. Habla español con fluidez y tiene la capacidad de imitar a la perfección las voces de otros personajes. También posee conocimientos de varios trucos aprendidos de Jafar. Se frustra con facilidad y expresa abiertamente sus frustraciones, y evita los enfrentamientos directos si puede evitarlo, pero cuando es necesario, puede ser bastante astuto y travieso.
Iago es arrogante y también conocido por su notoria codicia de tesoros y oro, por los que llegará a extremos extravagantes para adquirirlos, normalmente arrastrando a Abu para que le ayude, pero la incompetencia de Abu siempre le cuesta. Iago se ve a menudo en la tesitura de decidir entre salvar el pellejo o hacer lo correcto. Su culpa siempre le lleva a hacer lo segundo, ya que carece de conciencia moral; su codicia le deja insatisfecho al perder normalmente algún tipo de recompensa o riqueza, por lo que siempre se reprende después.
Él (al igual que quizá Jafar) es una referencia al personaje del mismo nombre. En la obra de Shakespeare Otelo, Iago es el nombre del alférez del protagonista; aunque se cree que es digno de confianza, lo único que le importa es salir adelante y satisfacer sus propios deseos. La obra gira en torno a su artero plan para encontrar la manera de conseguir lo que quiere, una desagradable sorpresa para todos cuando queda al descubierto.

## Apariciones
Según una conversación de The Return of Jafar, éste había recogido a Iago en el bazar de Agrabah y lo había criado como su cómplice. También menciona en la serie animada que tiene un hermano gemelo criminal llamado Otelo, en referencia a los supuestos orígenes de su nombre.

### Aladdín
En la primera película, le molesta vivir a las órdenes del sultán y de Jasmín tanto como a las de su dueño, Jafar, aunque contrasta la oscura melancolía de Jafar con su rabia y su sarcasmo. Iago dice a menudo que odia las galletas cracker que el Sultán siempre le da a la fuerza. El Sultán parece no saber hasta el final de la primera película que Iago puede comprender y conversar plenamente en lenguaje humano y que es malvado. Al final, Iago es arrastrado con él a la lámpara de Jafar al final de la película y es desterrado a la Cueva de las Maravillas.
Se ven varias alusiones al Otelo de Shakespeare:
- A Jafar y a Iago les molesta vivir a las órdenes del sultán y de Jasmín, al igual que a Iago y a Roderigo les molesta Otelo en Shakespeare.
  - Del mismo modo, cada individuo odia a su oponente por diferentes razones y de diferentes maneras:
    - A Jafar y al Iago de Shakespeare les molesta ser los segundos, y en oscuras cavilaciones orquestan la mayor parte de la traición.
    - El Iago de Jafar y Roderigo son más vocales, contrastando oscuras cavilaciones con episodios de quejas inútiles (en el caso de Roderigo) y airados desvaríos sarcásticos (en el caso de Iago). Iago dice a menudo que odia las galletas que el sultán siempre le da a la fuerza, y Roderigo se queja de que no tiene nada que hacer, ya que desea a Desdémona, la mujer de Otelo, a la que Brabantio, su padre, prometió una mano en matrimonio.
- Los superiores de ninguna de las dos parejas parecen enterarse de la traición hasta que es demasiado tarde. Mientras que el Iago de Shakespeare y Roderigo nunca consiguen lo que quieren, Jafar y su Iago sí lo consiguen, aunque por poco tiempo.
- Tanto Jafar como el Iago de Shakespeare acaban encarcelados por sus acciones, y sus respectivos cómplices lo pagan caro. Pero mientras el Iago de Shakespeare mata a Roderigo antes de ser expulsado, Jafar arrastra a su Iago a la lámpara con él.

### The Return of Jafar
Un año después de los sucesos de la primera película, Iago consigue escapar de la lámpara, pero se niega a liberar a Jafar, cansado de recibir órdenes, y lo arroja a un pozo. Tras regresar a Agrabah, Iago se enfrenta a Aladdín, pero sin querer acaba salvándole de Abis Mal y sus secuaces. En agradecimiento, Aladdín lleva a Iago de vuelta al palacio y convence al Sultán para que le dé una segunda oportunidad. Pero Jafar también regresa a Agrabah, tras haber sido liberado por Abis Mal, y engaña a Iago para que conspire con él para inculpar a Aladdín del asesinato del Sultán y ejecutarlo mientras los amigos de Aladdín son encerrados de por vida en la mazmorra, pero se vuelve contra Jafar y vuelve a salvar a Aladdín liberando al Genio, que salva a Aladdín de ser ejecutado. En la batalla final contra Jafar, Iago resulta gravemente herido por una de las explosiones de Jafar, pero consigue empujar la lámpara de Jafar a la lava fundida, destruyéndola a ella y a Jafar de una vez por todas, mientras es puesto a salvo por Aladdín. De la ira del Sultán a cambio de que Iago le salvara involuntariamente de Abis Mal, y finalmente arriesga su vida para matar a Jafar empujando su lámpara a la lava fundida. Tras su heroica hazaña, es aceptado en el palacio.

### Serie de televisiónAladdín
En la serie, ofrece una perspectiva sarcástica, realista o cobarde de los acontecimientos y sólo está realmente dispuesto a enfrentarse al peligro si se le promete una gran recompensa. Sin embargo, a veces se ve obligado a luchar contra su conciencia (a pesar de que en The Return of Jafar dijo que nunca la había tenido) y, por lo general, hace lo correcto incluso cuando no tiene que hacerlo o cuando podría abandonar la ciudad (solo): cuando Sadira utilizó arena de memoria que, de alguna manera, hizo que ella y Jasmín cambiaran de vida, sin que los animales se vieran afectados, Iago guía a Abu y Rajah en la búsqueda de Jasmín para devolver el mundo a la normalidad. Los planes más comunes de Iago consisten en intentar vender cualquier cosa de valor (real o no), robar cosas e intentar cazar tesoros; normalmente puede convencer a Abu para que sea su compañero en el crimen, pero Abu es más propenso a marcharse a la primera señal de peligro y a menudo carece de la delicadeza que requiere Iago. Sin embargo, se preocupa mucho por Abu, como se demuestra en episodios como «Mucho Abu sobre algo».
Iago y Thundra, el pájaro de la lluvia, sintieron algo el uno por el otro, a pesar de un comienzo difícil y de que él admitiera que su personalidad manipuladora le hacía difícil atraer a los demás; Aladdín ha explotado ocasionalmente este último hecho, ya que los antagonistas están más dispuestos a aceptar que Iago es más despiadado y amoral de lo que realmente es, aunque, dados los orígenes villanos de Iago y su educación en los bajos fondos, esto es racional. Debido al tiempo que pasó con Jafar, Iago posee amplios conocimientos sobre diversas formas de magia, lo que no sólo le resulta útil, ya que los conocimientos del Genio, por lo demás superiores, están diez mil años desfasados (fue Iago quien reconoció el Reino de la Arena Negra y a su antiguo gobernante, el malvado mago Destane, que era incluso peor que Jafar en «La Ciudadela»), sino que también le otorga la capacidad del Genio de hacer referencia comúnmente a cosas modernas para hacer humor, aunque sin una excusa lógica (en un episodio grita en sueños: «¡Te equivocaste de hombre! QUIERES A MI HERMANO GEMELO, OTELO!", una referencia a la obra de teatro de donde puede haber salido su nombre).
Como cómplice, Iago siempre es bueno para hacer reír. En el episodio «When Chaos Comes Calling», Iago corre despavorido después de que su cara se transforme en la de su actor de doblaje, Gilbert Gottfried («¡QUIERO QUE ME DEVUELVAN MI PICO!»). Las interacciones entre Iago y el Genio giran en torno a sus talentos mágicos: en un episodio, el Genio le da a Iago sus poderes sólo por un día (aunque el tiro sale por la culata cuando Iago intenta hacer una sola buena acción llevando agua al desierto), y Iago es el único que sabe que el Genio utilizó una vez su propia magia para hacerse un helado tan grande como una pirámide (algo que el Genio no se atreve a contar al Gremio de los Genios).
Es el que más favorece a Jasmín del grupo, no porque ella confíe en él, sino porque es la única por cuya confianza tiene que trabajar.

### Aladdin and the King of Thieves
Iago colabora en la boda de Aladdín y Jazmín y ayuda a Aladdín a encontrar a su padre Cassim, que resulta ser el Rey de los Cuarenta Ladrones. Actuando en nombre de Aladdín, Iago convence a Cassim para que asista a la boda, prometiéndole que le ayudará a conseguir la Mano de Midas. Al final, aunque el Sultán le perdona la condena a cadena perpetua por su complicidad con el Rey de los Ladrones, Iago opta por marcharse de Agrabah durante algún tiempo con Cassim en lugar de quedarse con Aladdín y Jazmín alegando que no podría soportar las cosas «amorosas», aunque rompe a llorar brevemente al decírselo a Cassim, dando a entender que los echará mucho de menos. También señala que el sentido del robo de Cassim está más en consonancia con el suyo. Se le ve por última vez con Cassim despidiéndose de los recién casados Aladdín y Jazmín mientras cabalgan hacia la noche.

### Aladdín(2019)
Iago aparece en la película de acción real Aladdín de 2019, con la voz de Alan Tudyk. Es la primera vez que Iago no tiene la voz de Gilbert Gottfried, quien confirmó que no se le pidió que repitiera el papel. Aunque su papel sigue siendo el mismo y todavía muestra signos de sensibilidad y un sentido del humor cínico, es notablemente menos antropomórfico que su contraparte animada, ya que la película quería hacer a Iago más realista. Aun así, sólo se producen algunas desviaciones argumentales:
- Aparece por primera vez durante la canción «Arabian Nights», donde Rajah lo acuchilla con sus garras por espiar a Jazmín. En su lugar, vuela a la Cueva de las Maravillas para estar con Jafar, mientras ríe maliciosamente.
- Más tarde aparece en la guarida de Jafar en las mazmorras del castillo. Después de que Jafar hable con el Sultán, Iago imita a Jafar diciendo «recuerda tu lugar», tras lo cual Jafar amenaza al pájaro si lo vuelve a decir; esto es irónico, sin embargo, ya que Jafar odia que le llamen segundo y sólo se molesta ligeramente con que Iago lo diga. Iago descubre entonces a Aladdín colándose en el palacio, alertando a su amo con las palabras «¡Ladrón! Ladrón en el palacio!».
- Tiene una rivalidad con Abu, llamándole «mono sucio» dos veces, y preguntando a un Aladdín capturado por el paradero del capuchino.
- Más tarde, Jafar lo agranda y lo pilota para recuperar la lámpara de manos de Aladdín, Jazmín y Abú; sólo lo consigue durante un instante antes de volver a transformarse en un loro normal, aunque vuelve a conseguirlo con la ayuda de Jafar.

### En videojuegos

#### SerieKingdom Hearts
En la serie de videojuegos Kingdom Hearts, el actor de doblaje japonés de Iago en Kingdom Hearts es Akira Kamiya, y su actor de doblaje en Kingdom Hearts II es Tōru Ōkawa. Gilbert Gottfried repite su papel en las versiones inglesas de ambos juegos.
En el videojuego Kingdom Hearts, es el compañero de Jafar, con un papel similar al de la película Aladdín.
En Kingdom Hearts: Chain of Memories, hace una breve aparición durante la batalla contra el genio Jafar. Durante la batalla, atacar a Jafar no tiene ningún efecto. Más bien, hay que golpear la lámpara que Iago sostiene en alto, intentando proteger la lámpara de su jefe.
En Kingdom Hearts II, al igual que en The Return of Jafar, Iago abandona a Jafar y regresa a Agrabah deprimido tras fracasar en su intento de enmendarse con Aladdín y Jazmín. Al ayudar involuntariamente a Sora en la tarea de derrotar a los Sincorazón y recuperar la lámpara de Jafar, consigue ganarse la confianza de todos. Pero esa confianza no tarda en quebrarse cuando Iago se ve obligado a ayudar de nuevo a Jafar a mantener ocupados a Sora y a los demás en las ruinas. A pesar de perder la fe, Iago se redime al ser disparado intencionadamente por un hechizo que Jafar pretendía lanzar contra Aladdín. Tras la derrota de Jafar, Iago revela que quiere ayudar a Aladdín, pero que no puede hacer tanto como Genio y los demás.
Una versión basada en datos de Iago aparece en Kingdom Hearts Coded desempeñando un pequeño papel, primero ayudando a Jafar a robar la lámpara del Genio y más tarde apareciendo durante la batalla contra Jafar, desempeñando un papel similar al de juegos anteriores de centrarse en Iago para recuperar la lámpara. La versión cinematográfica HD posterior de Kingdom Hearts Re:Coded que se creó para Kingdom Hearts HD 2.5 ReMIX incluía algunos diálogos nuevos para Iago.

#### Otros videojuegos
Iago aparece como un antagonista menor recurrente en el juego lanzado para Super Nintendo. Aparece en los niveles cercanos al final del juego y bombardea a Aladdín con cráneos parlanchines como ataque.
También aparece en el juego para Sega Genesis que salió a la venta más o menos al mismo tiempo. Un juego extra para Abu también incluye a los «primos de Iago», que son obstáculos que hay que evitar.

### Otras apariciones
En Walt Disney World, junto con Zazú de El rey león, fue presentado como uno de los anfitriones de la atracción The Enchanted Tiki Room (Under New Management) del parque Magic Kingdom en 1998. Tras un pequeño incendio en 2011, ambos fueron retirados y la atracción volvió a su formato anterior como Walt Disney's Enchanted Tiki Room. Los informes habían descrito el formato de 1998 como «impopular» y a Iago como «molesto».
Como la mayoría de los personajes de las películas de animación de Disney, Iago hizo apariciones recurrentes en House of Mouse. Algunas de sus principales apariciones incluyen el episodio «Gracias a Minnie», donde canta «A Parrot's Life For Me» (una parodia de «A Pirate's Life for Me»), el episodio «House of Magic», donde él y Jafar interpretan una versión de la canción «Bibbidi-Bobbidi-Boo» de La Cenicienta, y el episodio «Donald Wants to Fly», donde es el encargado de ir en busca de Peter Pan después de que llegara tarde al club. También aparece en las dos películas directas a vídeo de la serie, Mickey's Magical Christmas y Mickey's House of Villains, en esta última como uno de los villanos secundarios que ayuda a Jafar en su plan para hacerse con el control de la Casa del Ratón.
Iago aparece como personaje secundario en la película Disney Princess Enchanted Tales: Follow Your Dreams, donde regresa a Agrabah. Actúa en un número musical titulado «Peacock Princess» con la princesa Jasmín.
Iago también aparece en la adaptación teatral de la película. Sin embargo, a diferencia de su homólogo cinematográfico, es un humano que trabaja como ayudante personal de Jafar.
Iago aparece en la sexta temporada de Érase una vez; sin embargo, esta versión es una cacatúa roja no antropomórfica en lugar de un lory.
Iago aparece como antagonista secundario en el especial animado de LEGO para Disney+ Lego Disney Princess: The Castle Quest, siendo el capitán de una tripulación pirata, al que pone voz Barrett Leddy. Esta fue la primera vez que alguien que no fuera Gilbert Gottfried puso voz a su personaje en una producción animada tras su fallecimiento en 2022.
Iago también aparece junto a Jafar en el cortometraje de Disney Once Upon a Studio, esta vez con la voz de Piotr Michael.

## Recepción
En las críticas de The Return of Jafar, a menudo se describe a Iago como la verdadera estrella de la película: «La trama se complica cuando Aladdín queda en deuda con el antiguo socio de Jafar, Iago (un loro chistoso), por haberle salvado la vida. Luchando con problemas de honestidad y lealtad, Iago se convierte en el centro de atención de la película al debatirse entre apoyar a Aladino o sucumbir de nuevo a las presiones malvadas de Jafar».

## En la cultura popular
La capacidad de Iago para imitar voces (por ejemplo, la de Aladdín) fue mencionada durante un sketch titulado «Real Housewives of Disney» en un episodio de Saturday Night Live.